# Christian de la Campa
Christian de la Campa Sigler (Houston, Texas, 15 de novembro de 1981), mais conhecido como Christian de la Campa, é um ator e modelo norte-americano.

## Carreira

### Telenovelas
| 2011-2012 | Amorcito corazón      | Martín Corona                                          |
| 2012      | Relaciones peligrosas | Joaquín Rivera                                         |
| 2013      | La patrona            | Alberto Espino                                         |
| 2013-2014 | Santa diabla          | Franco García Herrera / Sebastián Blanco / René Alonso |
| 2014-2015 | Tierra de reyes       | Samuel Rey Gallardo León                               |
| 2016-2017 | Vino el amor          | Juan Téllez                                            |
| 2017-2018 | La hija pródiga       | Salvador Mendonza Arenas                               |
| 2020-2021 | Vencer el desamor     | Paulo Manrique                                         |
| 2022      | Corazón guerrero      | Samuel Guerrero Luna / Samuel Sánchez Corzo            |
| 2022-2023 | Cabo                  | Maximiliano "Max" Rivas                                |
| 2023-2024 | Vuelve a mí           | Diego Carranza                                         |
| 2024      | Vivir de amor         | Ulises del Olmo                                        |
| 2025      | Me atrevo a amarte    | Ángel Monteiro                                         |

### Cinema
| 2015 | Santiago Apóstol | Torcuato Cansato |

### Programas
- Top Chef Estrellas (2014) - Ele mesmo

### Teatro
- Hunab.ku[2]
- La Vida no Vale Nada[3]
- El Programa de Televisión

## Prêmios e indicações
| Ano  | Premiação        | Categoria                               | Telenovela      | Resultado |
| ---- | ---------------- | --------------------------------------- | --------------- | --------- |
| 2013 | Premios Tu Mundo | El malo mas bueno                       | La patrona      | Nomeado   |
| 2015 | Premios Tu Mundo | Protagonista Favorito                   | Tierra de reyes | Ganhador  |
| 2015 | Premios Tu Mundo | La pareja perfecta (com Scarlet Gruber) | Tierra de reyes | Ganhador  |